# قرار مجلس الأمن التابع للأمم المتحدة رقم 378
قرار مجلس الأمن الدولي رقم 378، أعلن في 23 تشرين الأول/أكتوبر، 1975، مشيرا إلى تقرير الأمين العام ومشيرا إلى تطورات الوضع في الشرق الأوسط. واعتبر الأمين العام أن أي تقصير في البحث عن السلام في هذا الوقت سيكون خطيرا، وحث على حل الوضع، من خلال الخطة التي وضعت في القرار رقم 338.